# 未来世紀シェイクスピア
『未来世紀シェイクスピア』（みらいせいきシェイクスピア）は、関西テレビより、関西地区で2008年10月27日から2009年1月26日まで毎週月曜日の25:30-26:09（JST）に放送されたシェイクスピアの原作を題材としたAAA主演のテレビドラマ。

## 概要
1話を2週で前編・後編、全6話12週で構成される。シェイクスピアの原作を現代風にアレンジし、数多くの悲劇、喜劇を一味違った解釈で演出。毎週ランダムにAAAのメンバーが出演し、それ以外に原作中から毎話、時を超えタイムスリップしてくる人物がストーリーを展開するテレビドラマ。

## 主題歌
- 『Mosaic』

作詞:Lori Fine (COLDFEET) / 作曲:kenko-p / 歌：AAA（avex trax）

## 挿入曲
- 『ハリケーン・リリ、ボストン・マリ』
  - 第2話に挿入した曲。「リリ!マリ!……走ると脂肪が燃えちゃいます!。」と叫んで、浦田を追いかけている場面に流れる。
- 『Get チュー!』
  - 第8話の最後のCM明けに流れる。
  - 第11話に挿入した曲。伊藤が「チュルリ!チュルリ!」と言って、西島が踊り出し、オーナーの娘に倒れる場面に流れる。

## スタッフ
- 監督：二階健（オフィスクレッシェンド）
- 脚本：小原信治（オフィスクレッシェンド）
- エグゼクティブプロデューサー：小寺健太（関西テレビ）、穀田正仁（エイベックス・エンタテインメント）
- プロデューサー：星野卓也（エイベックス・エンタテインメント）、青木裕子（関西テレビ）、座間隆司（エイベックス＆イースト）、中村和樹（NEBULA）
- 企画制作：エイベックス&イースト
- 製作著作：関西テレビ、エイベックス・エンタテインメント

## サブタイトル
| 各話     | 放送日         | サブタイトル               | 視聴率 | 備考 |
| -------- | -------------- | -------------------------- | ------ | ---- |
| 第一話   | 2008年10月27日 | ヴェニスの商人(前編)       |        | -    |
| 第二話   | 2008年11月03日 | ヴェニスの商人(後編)       |        | -    |
| 第三話   | 2008年11月10日 | ロミオとジュリエット(前編) |        | -    |
| 第四話   | 2008年11月17日 | ロミオとジュリエット(後編) |        | -    |
| 第五話   | 2008年12月01日 | オセロー(前編)             |        | -    |
| 第六話   | 2008年12月08日 | オセロー(後編)             |        | -    |
| 第七話   | 2008年12月15日 | 真夏の夜の夢(ドキドキ篇)   |        | -    |
| 第八話   | 2008年12月22日 | 真夏の夜の夢(ワクワク篇)   |        | -    |
| 第九話   | 2009年01月05日 | リア王(前篇)               |        | -    |
| 第十話   | 2009年01月12日 | リア王(後篇)               |        | -    |
| 第十一話 | 2009年01月19日 | テンペスト(前篇)           |        | -    |
| 第十二話 | 2009年01月26日 | テンペスト(後篇)           |        | -    |

## AAAの役

### 西島隆弘
- 第1話・第2話:羽佐間 次郎(はざま じろう。安藤にいおの幼馴染。)
- 第3話・第4話:無し
- 第5話・第6話:瀬尾
- 第7話・第8話:不明
- 第9話・第10話:不明
- 第11話・第12話:瀬尾

### 宇野実彩子
- 第1話・第2話:無し
- 第3話・第4話:江戸 樹里(えど じゅり)(魯 美生の彼女。)
- 第5話・第6話:蒼井 萌(あおい もえ)
- 第7話・第8話:麗奈
- 第9話・第10話:ルリ
- 第11話・第12話:江戸 樹里

### 浦田直也
- 第1話・第2話:安藤にいお(次郎の団地友達、幼馴染。)
- 第3話・第4話:不明
- 第5話・第6話:桂 金太郎(HIP-HOP探偵)
- 第7話・第8話:不明
- 第9話・第10話:不明
- 第11話・第12話:安藤にいお(愛称：におちゃん)(次郎の団地友達、幼馴染。)

### 日高光啓
- 第1話・第2話:不明
- 第3話・第4話:魯 美生(ろ みお)(2008年)、ロミオ(約400年前)。
- 第5話・第6話:不明
- 第7話・第8話:不明(名前は不明だが、通称は、ジミー。)
- 第9話・第10話:道化(リア王が追放された時から、2008年にタイムスリップし、再び400年前に戻るところまで、ずっと居た。)
- 第11話・第12話:道化

### 與真司郎
- 第1話・第2話:照石 太郎(「Kingローン」の金貸し。)
- 第3話・第4話:リョウ(魯 美生の友達)
- 第5話・第6話:不明
- 第7話・第8話:不明
- 第9話・第10話:紀里谷(きりや)
- 第11話・第12話:紀里谷(きりや)

### 末吉秀太
- 第1話・第2話:不明
- 第3話・第4話:樹里の友達
- 第5話・第6話:勇(瀬尾の妄想の友達)
- 第7話・第8話:田辺 雷太（杏実の幼馴染）
- 第9話・第10話:不明
- 第11話・第12話:田辺 雷太

### 伊藤千晃
- 第1話・第2話:星谷めぐみ
- 第3話・第4話:不明
- 第5話・第6話:不明
- 第7話・第8話:堀井 杏実(あみ　愛称:アミーゴ)
- 第9話・第10話:無し
- 第11話・第12話:エアリエル